# Мардохеј
Мордохеј (‎хебр. מרדכי‎) је личност Старог завета из Књиге о Јестири, Јестирин рођак, кога је Навуходоносор заробио и заузима скромни положај вратара на краљевском двору у граду Сузи. Он је одиграо важну улогу у историји Јестире, која је захваљујући њему постала краљица и спасла јеврејски народ од опасности која му је претила од арогантног и суровог Амана.
У јеврејској традицији, један од хероја се везује за јеврејски празник Пурим, а помиње се и као један од чланова Велике скупштине, чије су резолуције одредиле живот јеврејског народа након повратка из вавилонског ропства.
Јеврејска агадска литература објашњава да је Мардохеј имао надимак Билшан (Јест. 2:2, Нем. 7:7), односно „говори језиком“ или „елоквентан“.

## Библијски наратив
Јест. 2:5 — Бијаше у Сузи царском граду Јудејац по имену Мардохеј, син Јаира сина Симеја сина Кисова, од племена Венијаминова,Који би одведен у ропство из Јерусалима с робљем које би одведено у ропство с Јехонијом царем Јудинијем, којега зароби Навуходоносор цар Вавилонски (2 Цар. 24, 14, 15). Он одгајаше Адасу, а то је Јестира, *кћи стрица његова, јер не имаше оца ни матере; а дјевојка бијаше лијепа стаса и красна лица, и по смрти оца јој и матере узе је Мардохеј за кћер.
Јест. 2:2 — Мардохеј од вођа јеврејског народа који су се са Зоровавељем вратили из вавилонског ропства.